# Mario Alicata

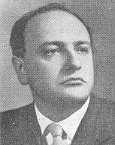
Mario Alicata (1953)

Mario Alicata (* 9. Mai 1918 in Reggio Calabria; † 6. Dezember 1966 in Rom) war ein italienischer Politiker (PCI), Autor, Publizist und Literatur- und Filmkritiker.

## Leben

### Ausbildung und Herkunft
Alicata zog 1925 zusammen mit seinen Eltern nach Palermo, 1933 schließlich nach Rom. Dort besuchte er das liceo Tasso. 1936 schrieb er sich an der Philosophischen Fakultät der Universität Rom ein, welches er 1940 abschloss. 

### Politische Tätigkeit
Ebenfalls 1940 trat Alicata der verbotenen Italienischen Kommunistischen Partei (PCI) bei. Von 1940 bis 1942 engagierte er sich in der illegalen KP-Organisation von Rom, bis er im Dezember 1942 verhaftet wurde. Alicata wurde erst im August 1943 wieder freigelassen. Von 1943 bis 1945 beteiligte er sich aktiv in der Resistenza. 1943/44 war er Redakteur des Zentralorgans der verbotenen PCI, der L’Unità (dt. „Die Einheit“). Anschließend übernahm Alicata 1945 die Redaktion der Parteizeitung La Voce (dt. „Die Stimme“) in Neapel.
Auf dem V. Parteitag der PCI 1945 wurde Alicata zum Kandidaten des Zentralkomitees (ZK), auf dem VI. Parteitag 1948 zum Mitglied des ZK gewählt. Er war zudem Mitglied der Südkommission seiner Partei, als auch Mitglied der PCI-Leitung in Neapel. Dort wurde er auch 1946 in den Stadtrat gewählt. Er entwickelte in der frühen Nachkriegszeit eine große politische Aktivität für den Mezzogiorno. 1948 im Wahlkreis Neapel zum Abgeordneten gewählt, wurde Alicata im selben Jahr auch zum PCI-Sekretär für die Region Kalabrien ernannt. Ab 1948 leitete er zusammen mit Giovanni Amendola die PCI-Wochenzeitschrift La Voce del Mezzogiorno (dt. „Die Stimme des Mezzogiorno“). Zudem war er Mitglied des Sekretariats des Comitato nazionale per la Rinascita del Mezzogiorno (dt. „Nationales Komitee für die Wiedergeburt des Mezzogiorno“). 1953 wurde er zum Bürgermeister der Gemeinde Melissa in Kalabrien gewählt. Zwischen 1954 und 1956 war er Chefredakteur der Cronache meridionali (dt. „Chroniken des Südens“). Von 1955 bis 1963 leitete er die Kulturkommission der PCI. Auf dem VIII. Parteitag im Dezember 1956 wurde er in die Nationale Leitung der PCI gewählt. Im März 1962 wurde er Chefredakteur der L'Unità. 1963 wurde Alicata erneut in die Camera gewählt, diesmal für den Wahlkreis Siena. Seit 1964 Mitglied des Sekretariats der PCI, wurde er 1966 ins Politbüro gewählt. 

### Künstlerische Tätigkeit
Als Autor und Publizist widmete sich Alicata der Arbeiterbewegung und der italienischen Südfrage. Als Literatur- und Filmkritiker beschäftigte er sich hauptsächlich mit Problemen des Realismus in der modernen italienischen Literatur und des Neorealismus im italienischen Kino.

## Werke (Auswahl)
- La Riforma della scuola. Editori Riuniti, Rom 1956.
- La lezione di Agrigento. Editori Riuniti, Rom 1966.
- La battaglia delle idee. Editori Riuniti, Rom 1968.
- Scritti letterari. Il Saggiatore, Mailand 1968.
- Intellettuali e azione politica. Editori Riuniti, Rom 1976.